# Landsknekt

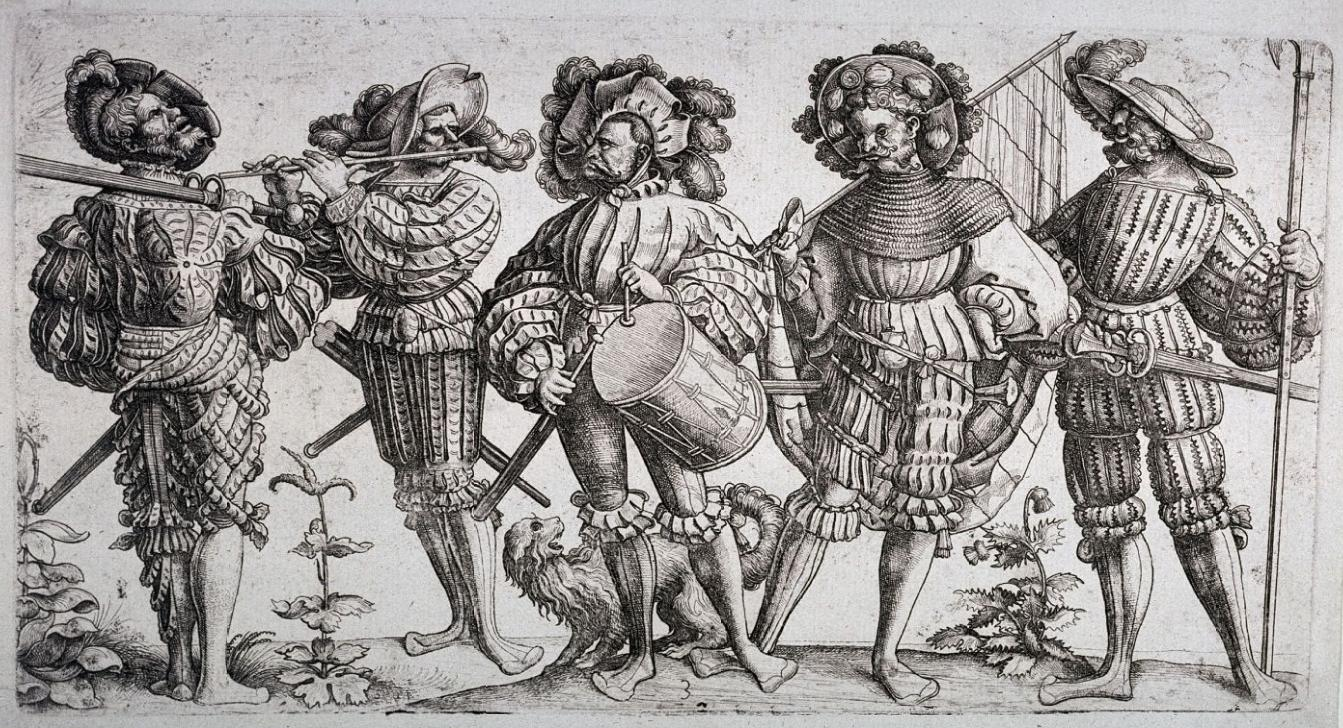
"De fem landsknektarna", av Daniel Hopfer, tidigt 1500-tal.

Landsknekten (efter tyskans Landsknecht) var en till fots kämpande legosoldat under 1400- och 1500-talen. De skapades ursprungligen av den tysk-romerske kejsaren men kom dessutom att brukas av många andra europeiska furstar i allehanda krig. Landsknektarna gjorde sig kända för god stridsduglighet men även för de extravaganta kläder de bar.
Landsknektarna var ofta av tysk härkomst och deras primära vapen var den långa piken. De använde sig dock även av hillebarder, handeldvapen och olika sorters svärd (av vilka de mest iögonfallande förmodligen var de väldiga tvåhandssvärd, tyska Bidenhänder, vissa välbetalda landsknektar bar).  

## Historia
Landsknektarna uppstod som ett slags reaktion mot de utländska legosoldater som verkade i Tyskland och uteslutande användes av furstar och städer för krigstjänst till fots. Legosoldaternas berömda taktik överfördes till de tyska fotknektarna. Kejsar Maximilian I utkämpade alla sina krig med landsknektar och utbredde på så sätt denna institution överallt i Europa. Han hade flamländska landsknektar att tacka för segern i slaget vid Guinegate (1479). Detta gav Maximilian anledning att även inom riket i större skala försöka värva landets egna undersåtar så att han kunde utnyttja nationens krigiska resurser för sina intressen och göra sig själv oberoende av utlandet. För att höja landsknektarnas anseende upptog Maximilian gärna adelsmän, särskilt från sina arvland, i fotfolksfänikorna. Men bland dem som tagit värvning gjordes inte längre någon skillnad – vägen stod för alla i lika mån öppen till högre befälsgrader.
Avlöningen var ganska hög, och dessutom lockade hoppet om byte. Tyska landsknektar tog så småningom anställning hos andra makter och kämpade på alla slagfält i Europa. De blev dock med tiden mer svårhanterliga, började plundra på egen hand och gjorde inte sällan öppet uppror om solden någon gång uteblev. De blev på så sätt en landsplåga för de länder som de genomtågade.
Sin höjdpunkt nådde landsknektsinstitutionen under striderna i Italien vid början av 1500-talet fram till Roms skövling och den berömdaste landsknektsöverstens, Georg von Frundsbergs, död. En annan berömd landsknektsledare var Konrad von Boyneburg.
I Sverige kom sedermera landsknektar att användas i gruvorna, se bergsknekt. 

## Organisation
Värvningen sköttes av kaptener som var och en ansvarade för att göra sin fänika till en styrka av 400–600 man. Ett antal fänikor sammanfördes till ett regemente med en överste som kommendant och bestod var för sig av spjutbärare, hellebardiärer och skyttar. Till kaptenens stab hörde hans löjtnant eller ställföreträdare, fänriken, samt fältväbeln. Till överstens stab hörde en Schultheiss, en Oberstwachtmeister samt kvartermästaren och profossen. De lägre befälsposterna tillsattes genom knektarnas eget val. Knektarna satt även till doms över sina kamrater.
Vid strid formerade sig skyttarna som förtrupp (verlorener Haufen), de övriga som huvudtrupp (heller Haufen). l den senare bildades första ledet av de bäst rustade, spjutbärande knektarna. Därpå följde ett led beväpnat med svärd och till detta anslöt sig hellebardiärerna, medan de övriga spjuten bildade fyrhörningens ytterkanter.

## Dräkten
Landsknektarnas dräkt var redan från början pittoresk och färgrik, men inte luxuös utan bekväm och åtsittande. Under senare hälften av 1500-talet gick dock denna enkelhet förlorad och dräkten blev allt brokigare och extravagantare.

## Se även

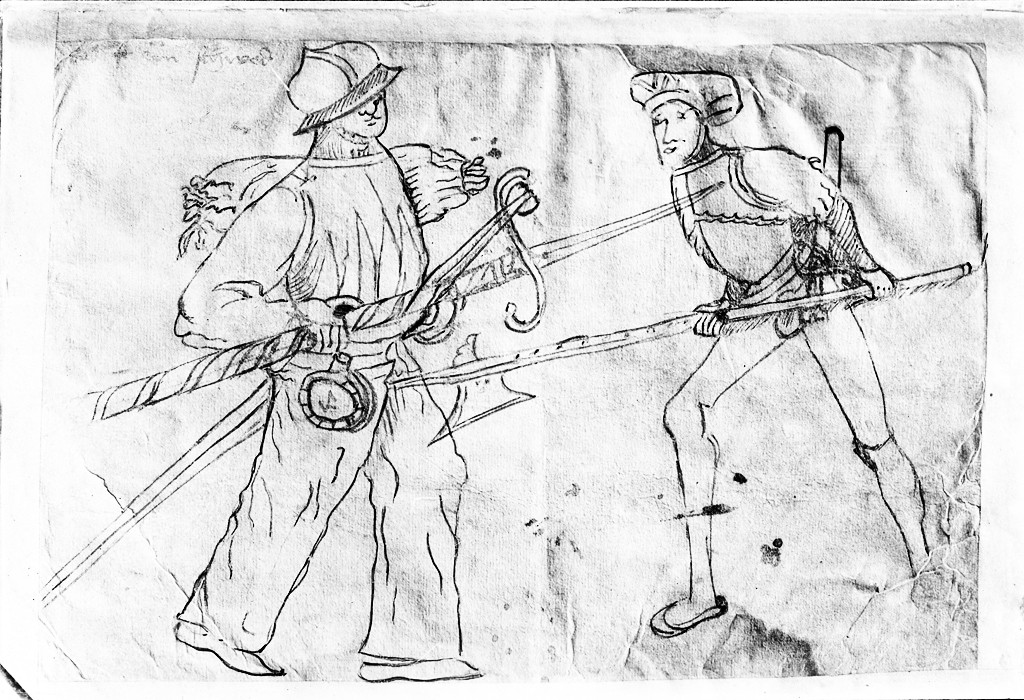
Svensk bondesoldat och tysk landsknekt (till höger), teckning av landsknekten Paul Dolnstein cirka 1502.